# Макс Гофф
Макс Гофф  (нім. Max Hoff, 12 вересня 1982) — німецький веслувальник, олімпійський медаліст.

## Виступи на Олімпіадах
| Олімпіада           | Дисципліна                     | Місце |
| ------------------- | ------------------------------ | ----- |
| Пекін 2008          | байдарки-одиночки, 1000 метрів | 5     |
| Лондон 2012         | байдарки-одиночки, 1000 метрів | 3     |
| Лондон 2012         | байдарки-четвірки, 1000 метрів | 4     |
| Ріо-де-Жанейро 2016 | байдарки-одиночки, 1000 метрів | 7     |
| Ріо-де-Жанейро 2016 | байдарки-четвірки, 1000 метрів | 1     |
| Токіо 2020          | байдарки-двійки, 1000 метрів   | 2     |

## Зовнішні посилання
- Макс Гофф — олімпійська статистика на сайті Sports-Reference.com (англ.) (архівна версія)